# Соляни
Соляни (хорв. Soljani) — село в республике Хорватия, в жупании Вуковарско-Сриемска. Входит в общину Врбаня. Население согласно последней переписи 2011 года составляло 1 241 человека (по переписи 1991 года — 1 779).

## География
Расположено в 18 км к востоку от границы с Боснией и Герцеговиной.

## История
В XIV веке на месте нынешнего села было расположено поместье под названием «Солян» (венг. Szoljan), принадлежащее представителям венгерского дворянского рода Моровичей, которое впервые было упомянуто в письменных источниках в 1364 году.
Во второй половине XIX — первой половине XX века в Соляни иммигрировало большое количество словаков из Воеводины, потомки которых 17 октября 1993 года открыли в Соляни филиал Словацкой матицы.

## Население
| 2011 | 2021 |
| ---- | ---- |
| 1245 | ↘926 |